# Efekt motyla 3
Efekt motyla 3 (tytuł oryginalny The Butterfly Effect 3: The Revelations) – amerykański film fabularny z 2009 roku, który jest sequelem znanego filmu z 2004 roku pt. Efekt motyla i z 2006 Efekt motyla 2. W roli głównej wystąpili Rachel Miner oraz Chris Carmack.

## Obsada
- Chris Carmack jako Sam Reide
- Rachel Miner jako Jenna Reide
- Melissa Jones jako Vicky
- Kevin Yon jako Harry Goldburg
- Lynch Travis jako detektyw Dan Glenn
- Sarah Habel jako Elizabeth Brown
- Mia Serafino jako Rebecca Brown
- Hugh Maguire jako detektyw Jake Nicholas
- Richard Wilkinson jako Lonnie Flennons
- Chantel Giacalone jako Anita Barnes
- Michael D. Ellison jako Anitas Freund
- Ulysses Hernandez jako Paco